# Фристайл на зимових Олімпійських іграх 2022 — хафпайп (жінки)
Змагання з фристайлу в хафпайпі серед жінок на зимових Олімпійських іграх 2022 відбулися 17 лютого (кваліфікація) і 18 лютого (фінал) у Сніговому парку Геньтін у Чжанцзякоу.
Чинна олімпійська чемпіонка Кессі Шарп кваліфікувалась на Олімпійські ігри, як і бронзова медалістка Бріта Сігурні, а володарка срібної медалі Марі Мартіно завершила спортивну кар'єру. Ейлін Гу виграла всі чотири етапи Кубка світу 2021–2022, що відбулися перед Олімпіадою. В загальному заліку за нею розмістилися Ганна Фаулгабер і Рейчел Каркер. А ще Гу виграла зимові Всесвітні екстремальні ігри 2021 у суперпайпі та Чемпіонат світу 2021 року.

## Результати

### Кваліфікація
| Місце | Порядок | Ім'я | Країна              | 1-ша спроба                | 2-га спроба | Краща | Нотатки |   |
| ----- | ------- | ---- | ------------------- | -------------------------- | ----------- | ----- | ------- | - |
| 1     | 1       | 3    | Ейлін Гу            | Китай                      | 93.75       | 95.50 | 95.50   | Q |
| 2     | 3       | 2    | Рейчел Каркер       | Канада                     | 88.50       | 89.50 | 89.50   | Q |
| 3     | 8       | 9    | Келлі Сілдару       | Естонія                    | 87.50       | DNS   | 87.50   | Q |
| 4     | 2       | 5    | Зої Аткін           | Велика Британія            | 85.25       | 86.75 | 86.75   | Q |
| 5     | 6       | 15   | Чжан Кесінь         | Китай                      | 77.50       | 86.50 | 86.50   | Q |
| 6     | 4       | 4    | Кессі Шарп          | Канада                     | 86.25       | 79.00 | 86.25   | Q |
| 7     | 9       | 16   | Лі Фанхуей          | Китай                      | 84.75       | 19.25 | 84.75   | Q |
| 8     | 7       | 8    | Бріта Сігурні       | США                        | 80.50       | 84.50 | 84.50   | Q |
| 9     | 5       | 1    | Ганна Фаулгабер     | США                        | 84.25       | 82.00 | 84.25   | Q |
| 10    | 12      | 17   | Карлі Марґуліс      | США                        | 79.00       | 82.25 | 82.25   | Q |
| 11    | 15      | 13   | Емі Фрейзер         | Канада                     | 75.25       | 75.75 | 75.75   | Q |
| 12    | 13      | 20   | Сабріна Чакмаклі    | Німеччина                  | 71.50       | 36.50 | 71.50   | Q |
| 13    | 10      | 18   | Девін Логан         | США                        | 71.00       | 62.00 | 71.00   |   |
| 14    | 17      | 7    | Олександра Глазкова | Олімпійський комітет Росії | 67.00       | 69.25 | 69.25   |   |
| 15    | 14      | 19   | Саорі Судзукі       | Японія                     | 68.75       | 66.25 | 68.75   |   |
| 16    | 16      | 6    | У Мен               | Китай                      | 12.50       | 67.75 | 67.75   |   |
| 17    | 20      | 10   | Kim Da-eun          | Південна Корея             | 44.50       | 45.50 | 45.50   |   |
| 18    | 18      | 14   | Хло Макміллан       | Нова Зеландія              | 41.75       | 43.50 | 43.50   |   |
| 19    | 21      | 12   | Аня Баруг           | Нова Зеландія              | 38.50       | 12.25 | 38.50   |   |
| 20    | 11      | 11   | Чан Ю Джін          | Південна Корея             | 3.75        | 4.25  | 4.25    |   |

### Фінал
| Місце | Номер | Порядок | Ім'я             | Країна          | 1-ша спроба | 2-га спроба | 3-тя спроба | Краща |
| ----- | ----- | ------- | ---------------- | --------------- | ----------- | ----------- | ----------- | ----- |
| 1     | 1     | 12      | Ейлін Гу         | Китай           | 93.25       | 95.25       | 30.00       | 95.25 |
| 2     | 4     | 7       | Кессі Шарп       | Канада          | 89.00       | 90.00       | 90.75       | 90.75 |
| 3     | 3     | 11      | Рейчел Каркер    | Канада          | 87.75       | 85.25       | 38.00       | 87.75 |
| 4     | 8     | 10      | Келлі Сілдару    | Естонія         | 80.25       | 87.00       | 85.00       | 87.00 |
| 5     | 9     | 6       | Лі Фанхуей       | Китай           | 81.75       | 86.50       | 16.75       | 86.50 |
| 6     | 5     | 4       | Ганна Фаулгабер  | США             | 85.25       | 84.50       | 19.00       | 85.25 |
| 7     | 6     | 8       | Чжан Кесінь      | Китай           | 78.75       | 25.75       | 3.25        | 78.75 |
| 8     | 15    | 2       | Емі Фрейзер      | Канада          | 75.25       | 35.75       | 11.00       | 75.25 |
| 9     | 2     | 9       | Зої Аткін        | Велика Британія | 18.75       | 10.75       | 73.25       | 73.25 |
| 10    | 7     | 5       | Бріта Сігурні    | США             | 70.75       | 60.00       | 12.25       | 70.75 |
| 11    | 12    | 3       | Карлі Марґуліс   | США             | 24.75       | 1.75        | 61.00       | 61.00 |
| 12    | 13    | 1       | Сабріна Чакмаклі | Німеччина       | 40.00       | 54.00       | 42.75       | 54.00 |